# Heritages
Heritages is een documentaire uit 1996 geregisseerd door Daniel en Pascal Cling en werd geproduceerd door het Franse productiebedrijf Iskra. 
In Heritages vertellen drie overlevenden van concentratiekamp Auschwitz over de situatie waarin zij geleefd hebben tijdens de Tweede Wereldoorlog. Zij vertellen welke invloed dit heeft op hun nageslacht en hoe deze gebeurtenissen een stempel hebben gedrukt op hun identiteit. In Heritages wordt de invloed van Auschwitz op drie generaties in beeld gebracht.